# Drosophila quinquestriata
Drosophila quinquestriata este o specie de muște din genul Drosophila, familia Drosophilidae, descrisă de Lin și Wheeler în anul 1973. Conform Catalogue of Life specia Drosophila quinquestriata nu are subspecii cunoscute.